# Punter de presentació

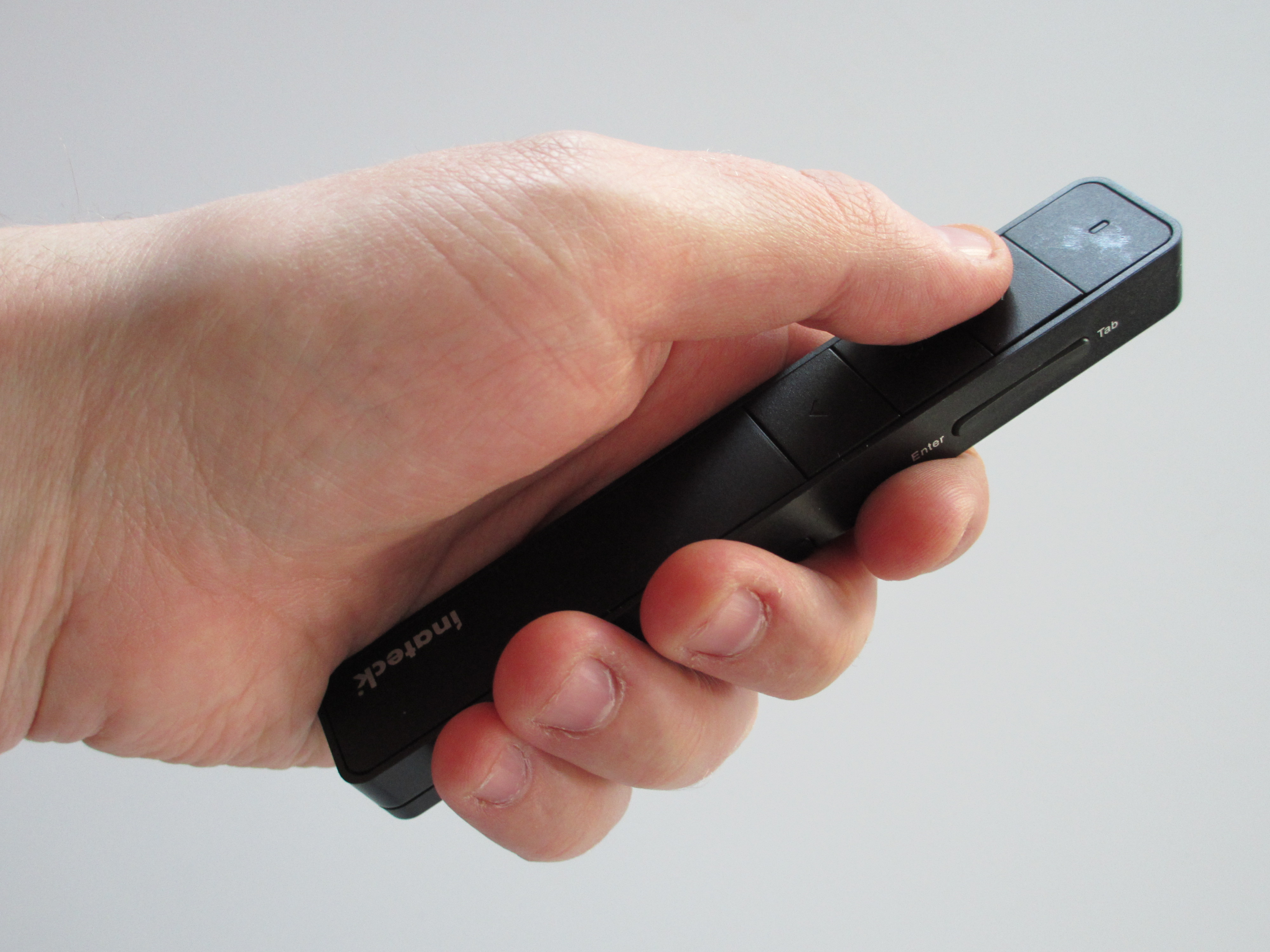
Punter-ratolí RF Inateck WP1002

Un punter-ratolí RF o presentador sense fil (en anglès: wireles presenter) és un comandament a distància emprat per controlar un ordinador durant una presentació, emulant el "click d'un ratolí" + "algunes tecles del PC", i que generalment incorpora un punter làser (no sent aquesta la seva funció principal). S'utilitza essencialment per mostrar una presentació amb un vídeo projector (per exemple, una presentació per ordinador creada amb PowerPoint, Impress o VCN ExecuVision) permetent al presentador moure's lliurement dins del seu abast.

## Interfície amb el PC

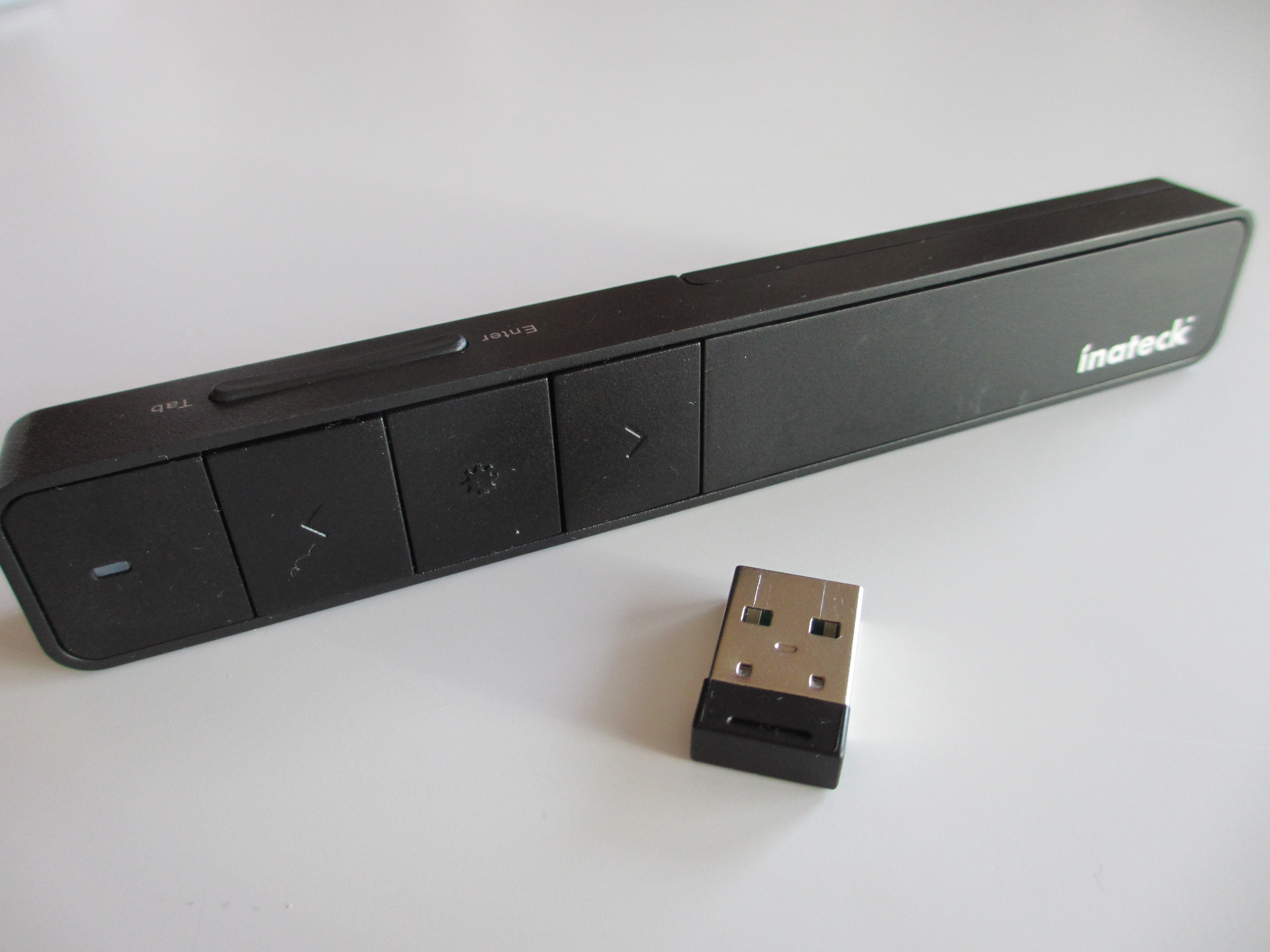
Punter-ratolí RF (comandament a distància i interfície USB)

Un punter-ratolí RF consisteix en un transmissor semblant a un comandament a distància i un petit receptor, connectat normalment a un port USB de l'ordinador, que el detecta com si fos un ratolí. Els senyals de control es transmeten per ràdio (per exemple 2,4GHz, Bluetooth) o en alguns models per infrarojos. Normalment no calen programes addicionals a l'ordinador. Un Punter-ratolí RF normalment no utilitza cap protocol de comunicació especial en el programa de presentació, sinó que emula les entrades senzilles del teclat (tecles de fletxa, tecla de funció F5, etc.) i la interfície del ratolí (botons, roda de desplaçament).
El rang de dispositius operats per ràdio sol estar especificat entre 10 i 15 metres, de fet si s'està en el límit de cobertura, pot ser crítica l'orientació del punter i, per tant, de l'antena q està impresa en el PCB. Una connexió d'infrarojos només es pot utilitzar amb una línia de visió clara al PC. L'element connectat al PC s'alimenta del port USB i el comandament remot se sol alimentar amb piles petites com ara: piles botó, piles AA o piles AAA, tot i que n'hi ha de recarregables.

## Elements addicionals

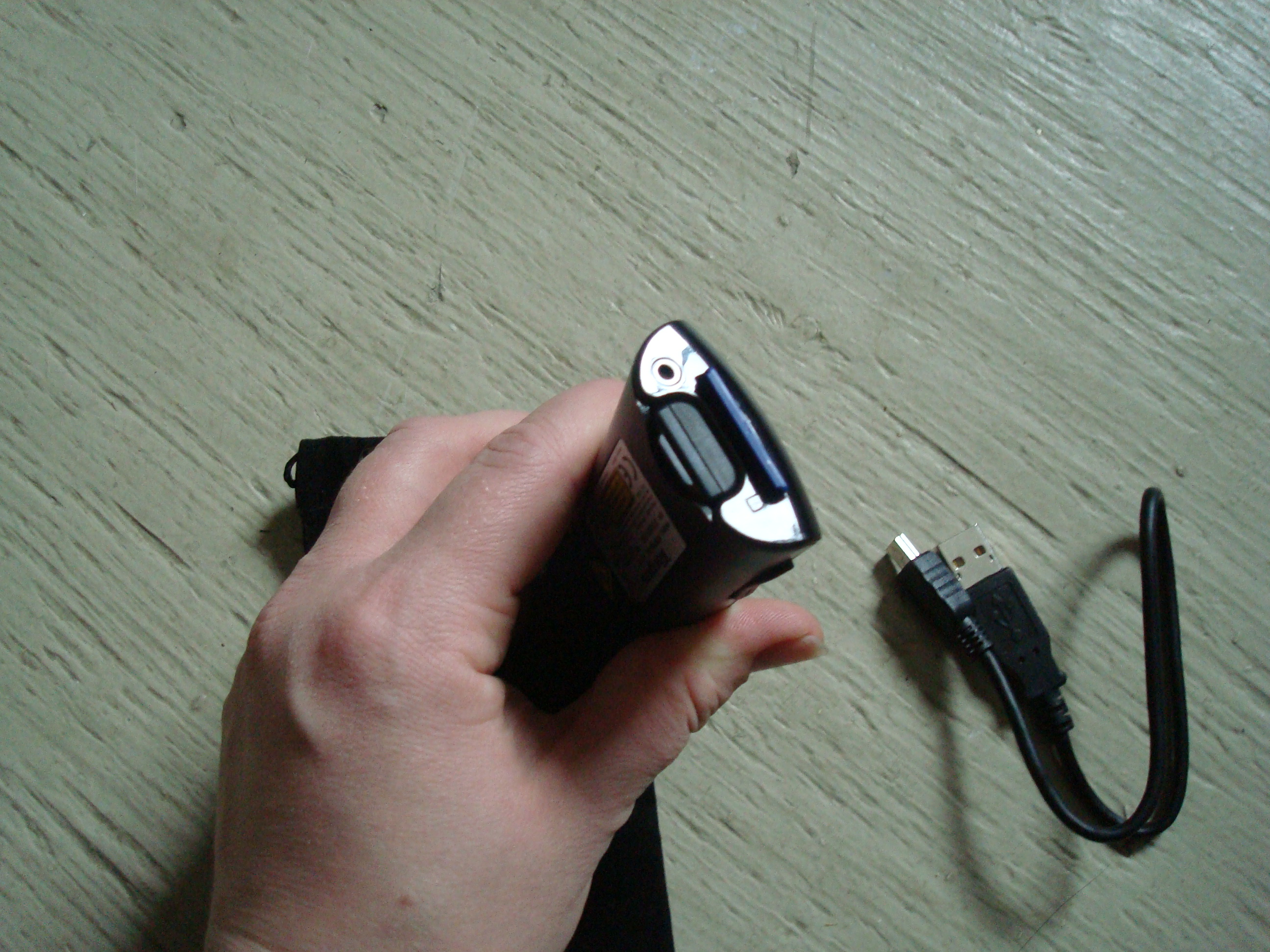
Targus presenter + SD card

### Memòria USB i ratolí
Entre altres elements addicionals hi pot haver una memòria flash incorporada a la part del receptor, de manera que en portar-hi la presentació no cal endollar cap pendrive addicional, fins i tot hi ha models que inclouen un temporitzador amb alarma de vibració incorporada, per avisar al conferenciant quan se li acaba el temps.
També hi ha punters de Powerpoint que emulen un ratolí, amb la qual cosa es pot moure el cursor del ratolí per la pantalla i així es poden controlar els programes (p.e. Logitech). Cal afegir que alguns ratolins sense fil també estan equipats amb funcions de Punter-ratolí RF.

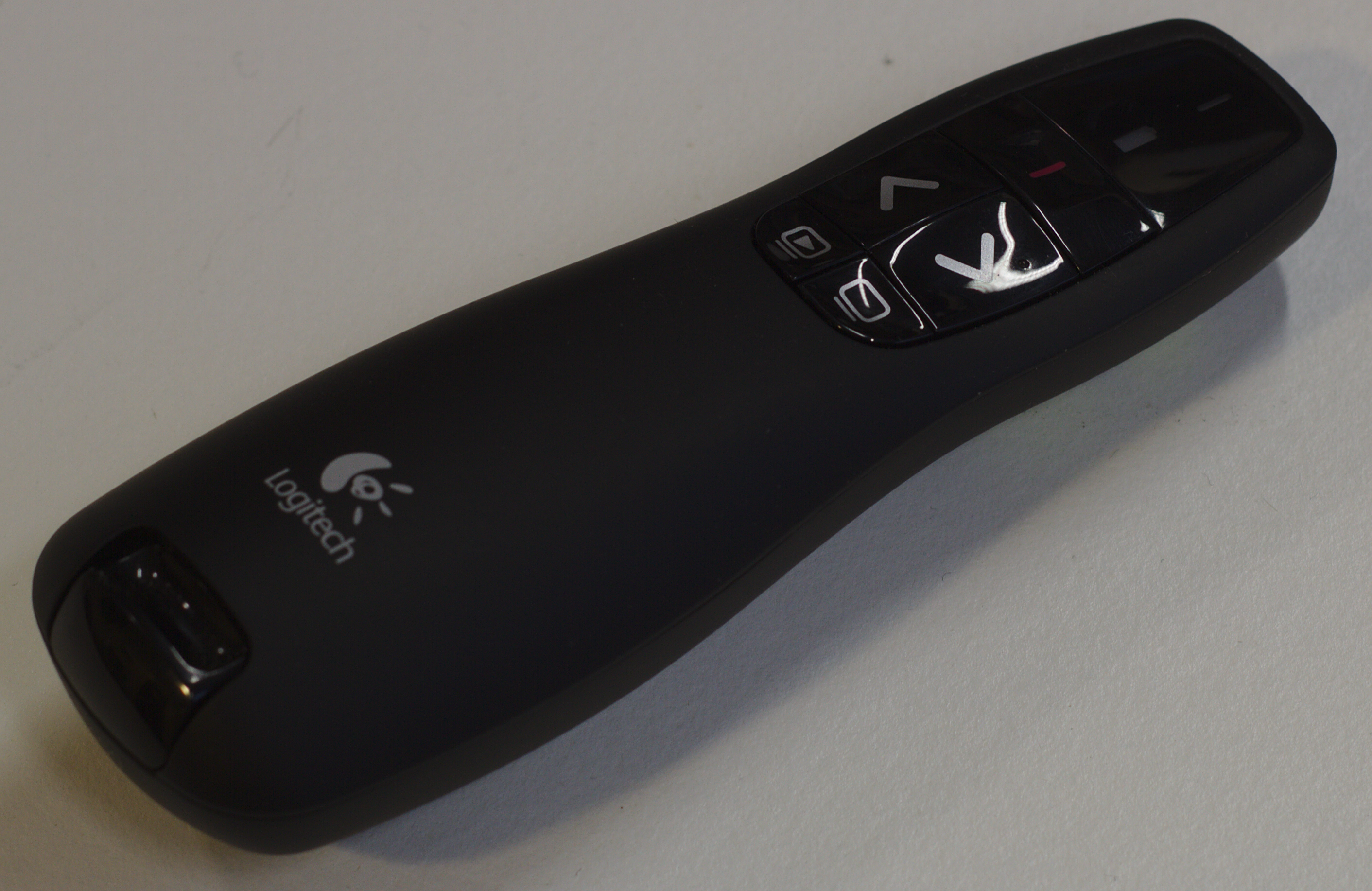
Logitech presenter + punter làser

### Punter làser
A part dels elements per controlar la presentació, el Punter-ratolí RF sovint conté un punter làser . Una característica distintiva entre els models oferts és el color del làser. Per a les presentacions el verd és més visible que el vermell.

## Beneficis

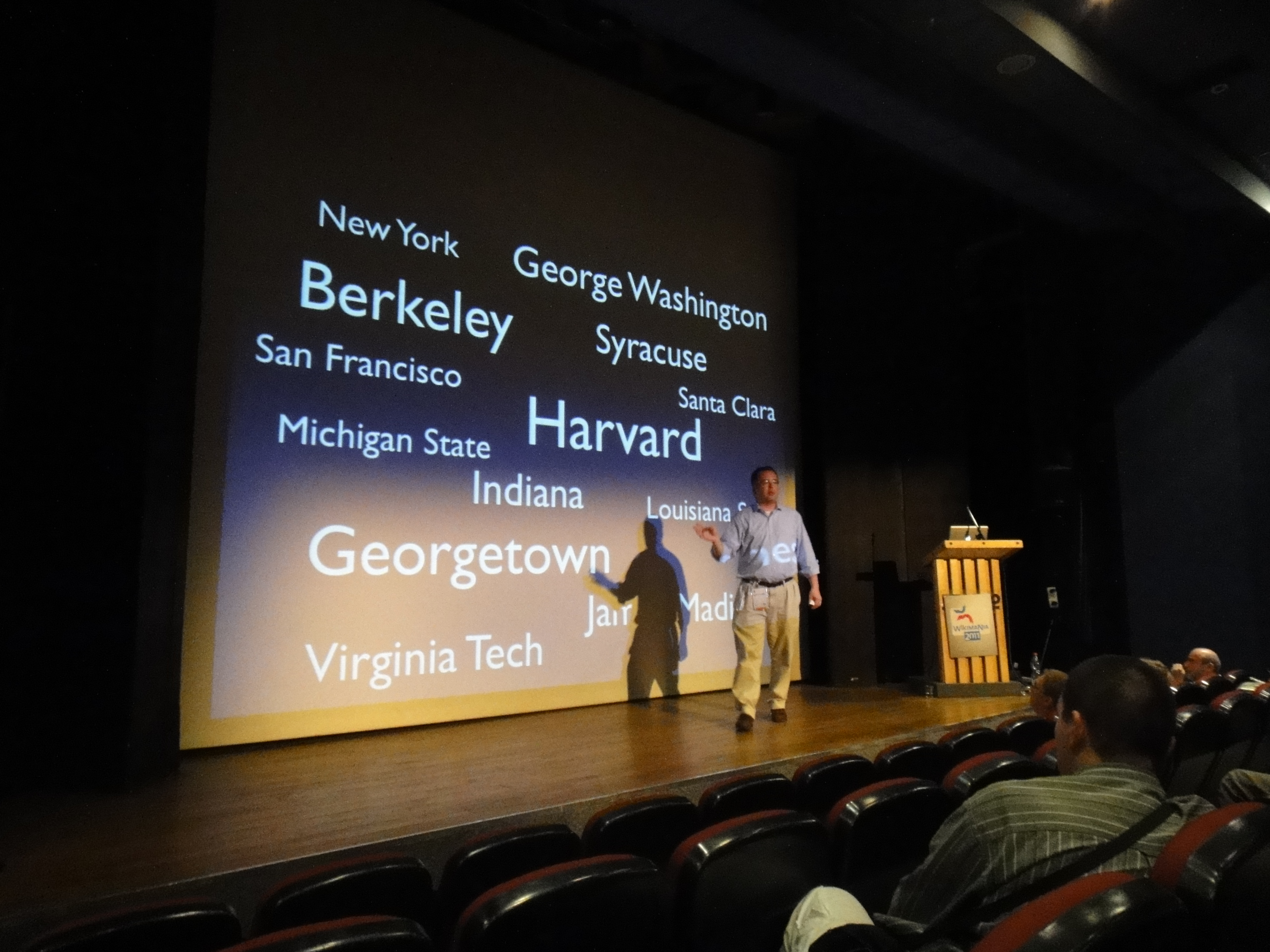
Un ponent fent una presentació amb un punter RF a la mà esquerra

L'ús del Punter-ratolí RF ajuda al presentador a moure's lliurement (en comptes d'estar sempre dempeus o assegut al costat de l'ordinador), pot apropar-se i mantenir-se en contacte amb el públic, mirant la presentació juntament amb ells, podent utilitzant el punter làser incorporat, per tal d'emfatitzar punts concrets en el diàleg amb els participants. Això fa possible l'aprenentatge interactiu i minoritza les característiques negatives de l'ensenyament frontal. De fet, funciona especialment bé quan les diapositives de presentació només consten d'imatges i només s'utilitzen per proporcionar un fons emocional o per il·lustrar la presentació real.
Un altre efecte beneficiós del punter-ratolí RF és que "es pot prémer amb la mà" com un objecte antiestrès. La possibilitat de poder utilitzar la mà d'aquesta manera, en una situació estressant, pot actuar com una bola antiestrès, amb la possibilitat de calmar a algunes persones quan se senten nervioses o estressades durant les presentacions, al parlar davant d'un públic nombrós. Es pot recordar molt bé el cas del Motí del Caine que quan el Capità Queeg és interrogat, es calma movent unes boles xineses d'acer amb la mà.